# Басуто (нагір'я)
Басу́то — плато в Лесото, в складі Драконових гір. Переважають висоти 2300—3000 метрів, найбільша — 3482 м (гора Табана-Нтленьяна).
Плато складене пісковиками і сланцями, перекриті зверху базальтовою лавою. Порізане долинами річки Оранжева і її приток на ряд плосковерхих масивів.
Високогірна злаково-чагарникова рослинність, сухі степи.